# ماثيو شيب
ماثيو شيب (بالإنجليزية: Matthew Shipp)‏ هو عازف جاز وعازف بيانو أمريكي، ولد في 7 ديسمبر 1960 في ويلمنغتون في الولايات المتحدة.

## وصلات خارجية
- الموقع الرسمي
- ماثيو شيب على موقع ميوزك برينز (الإنجليزية)
- ماثيو شيب على موقع إن إن دي بي (الإنجليزية)
- ماثيو شيب على موقع أول ميوزيك (الإنجليزية)
- ماثيو شيب على موقع ديسكوغز (الإنجليزية)